# Benjamin Franz
Benjamin Franz (* 3. Januar 1971 in Bad Kötzting) ist ein ehemaliger deutscher Apnoetaucher. Er gehört zu den Pionieren des professionellen Freitauchens in Deutschland.

## Tauchsport
Nach Schnorcheln und Gerätetauchen begann Franz im Jahr 1995 mit dem Apnoetauchen. Bereits im Frühjahr 1996 nahm er an den Ausscheidungen für die deutsche Nationalmannschaft teil und belegte im Herbst 1996 bei der Weltmeisterschaft in Nizza als bester deutscher Teilnehmer den dritten Platz mit der Mannschaft. Mit einer Zeit von 5:22 Minuten wurde er Vizemeister im stationären Freitauchen. Im Jahr darauf brach er vor der Insel Elba mit 45 Metern den deutschen Rekord im Tieftauchen mit konstantem Gewicht und verbesserte im Attersee den deutschen Rekord im Süßwasser auf 40 Meter. 1998 tauchte er vor Elba bereits 50 Meter tief und übertraf so seinen eigenen Rekord um 5 Meter. Bei der Weltmeisterschaft in Sardinien stellte er mit 5:51 Minuten einen neuen deutschen Rekord im Zeittauchen auf.
Anfang Januar 1999 wurde er Weltmeister im Apnea per Hour. Den bis dahin gültigen Rekord des Belgiers Jean Fransois von 59 Minuten und 33 Sekunden verbesserte er dabei um 8 Sekunden. In Hurghada erreichte er im gleichen Jahr die 100-Meter-Marke im No-Limit-Tauchen und reihte sich mit diesem neuen deutschen Rekord in die Riege der international bekannten No-Limit-Taucher ein.

### Weltrekorde
Ab dem Jahr 2000 stellte Franz mehrere Weltrekorde auf.
| Disziplin | Rekord | Datum              | Ort             |
| --------- | ------ | ------------------ | --------------- |
| CWT       | 066 m  | 16. September 2000 | Attersee        |
| NLT       | 120 m  | 1. Juli 2001       | Attersee        |
| VWT       | 117 m  | 1. September 2001  | Safaga, Ägypten |

CWT: Tieftauchen mit konstantem Gewicht („Constant Weight“)

VWT: Tieftauchen mit variablem Gewicht („Variable Weight“)

NLT: Tieftauchen mit variablem Gewicht und beliebigen Hilfsmitteln wie Schlitten, Hebesack, … („No Limit“)
(siehe auch Erläuterungen zu den Wettkampf- und Rekorddisziplinen)
Neben seinen deutschen Rekorden und Weltrekorden stellte er auch zwei Guinness-Rekorde im Apnoe-Fahrradfahren unter Wasser auf.

### Karriereende
Mitte 2002 erlitt Franz bei einem Trainingstauchgang im Roten Meer einen Schlaganfall. Zu diesem Zeitpunkt bereitete er sich auf einen No-Limit-Weltrekordversuch vor, bei dem er in eine Tiefe von 165 Metern hinabtauchen wollte. Infolge des Unfalls war er halbseitig gelähmt, konnte nicht mehr sprechen und saß ein halbes Jahr im Rollstuhl. Zwei Jahre nach dem Schlaganfall nahm er trotz bestehender teilweiser Lähmung an einem Halbmarathon teil.
Vor seinem Unfall hatte Franz das Apnoetauchen für nicht viel gefährlicher als den Radsport gehalten. In einem Interview im Jahr 2013 gab er allerdings an, dass er sich heute vorwerfe, vom Ehrgeiz getrieben worden zu sein.
Neben seiner sportlichen Karriere erlernte er den Beruf des Holzbildhauers. Seine Gesellenprüfung absolvierte er mit Auszeichnung und wurde mit seinem Gesellenstück Landessieger im Jahr 1999. Mit seinem Unfall musste er diesen Beruf aufgeben und wurde Fotograf. Er lebt mit seiner Frau in Willmering. Sie haben einen Sohn.